# Cherves
Pour les articles homonymes, voir Cherves (homonymie).
Cherves est une commune du Centre-Ouest de la France, située dans le département de la Vienne en région Nouvelle-Aquitaine.

## Géographie

### Communes limitrophes
|                                                            | Doux (Deux-Sèvres) Maisonneuve | Vouzailles |
| Thénezay (Deux-Sèvres)                                     | Cherves                        | Maillé     |
| La Ferrière-en-Parthenay (Deux-Sèvres) (en un quadripoint) | Chalandray                     | Ayron      |

### Climat
Pour des articles plus généraux, voir Climat de la Nouvelle-Aquitaine et Climat de la Vienne.
Historiquement, la commune est exposée à un climat océanique du nord-ouest.  
En 2020, Météo-France publie une typologie des climats de la France métropolitaine dans laquelle la commune est dans une zone de transition entre le climat océanique et le climat océanique altéré et est dans la région climatique  Poitou-Charentes, caractérisée par un bon ensoleillement, particulièrement en été et des vents modérés.
Pour la période 1971-2000, la température annuelle moyenne est de 11,5 °C, avec une amplitude thermique annuelle de 15 °C. Le cumul annuel moyen de précipitations est de 712 mm, avec 11,4 jours de précipitations en janvier et 6,7 jours en juillet. Pour la période 1991-2020, la température moyenne annuelle observée sur la station météorologique la plus proche, située sur la commune de Vouillé à 14,41 km à vol d'oiseau, est de 12,3 °C et le cumul annuel moyen de précipitations est de 656,6 mm,. Pour l'avenir, les paramètres climatiques de la commune estimés pour 2050 selon différents scénarios d’émission de gaz à effet de serre sont consultables sur un site dédié publié par Météo-France en novembre 2022.

## Urbanisme

### Typologie
Au 1er janvier 2024, Cherves est catégorisée commune rurale à habitat dispersé, selon la nouvelle grille communale de densité à sept niveaux définie par l'Insee en 2022.
Elle est située hors unité urbaine. Par ailleurs la commune fait partie de l'aire d'attraction de Poitiers, dont elle est une commune de la couronne,. Cette aire, qui regroupe 97 communes, est catégorisée dans les aires de 200 000 à moins de 700 000 habitants,.

### Occupation des sols
L'occupation des sols de la commune, telle qu'elle ressort de la base de données européenne d’occupation biophysique des sols Corine Land Cover (CLC), est marquée par l'importance des territoires agricoles (95,8 % en 2018), une proportion identique à celle de 1990 (95,8 %). La répartition détaillée en 2018 est la suivante : 
terres arables (84,2 %), zones agricoles hétérogènes (11,3 %), forêts (2,3 %), zones urbanisées (1,9 %), prairies (0,3 %). L'évolution de l’occupation des sols de la commune et de ses infrastructures peut être observée sur les différentes représentations cartographiques du territoire : la carte de Cassini (XVIIIe siècle), la carte d'état-major (1820-1866) et les cartes ou photos aériennes de l'IGN pour la période actuelle (1950 à aujourd'hui).

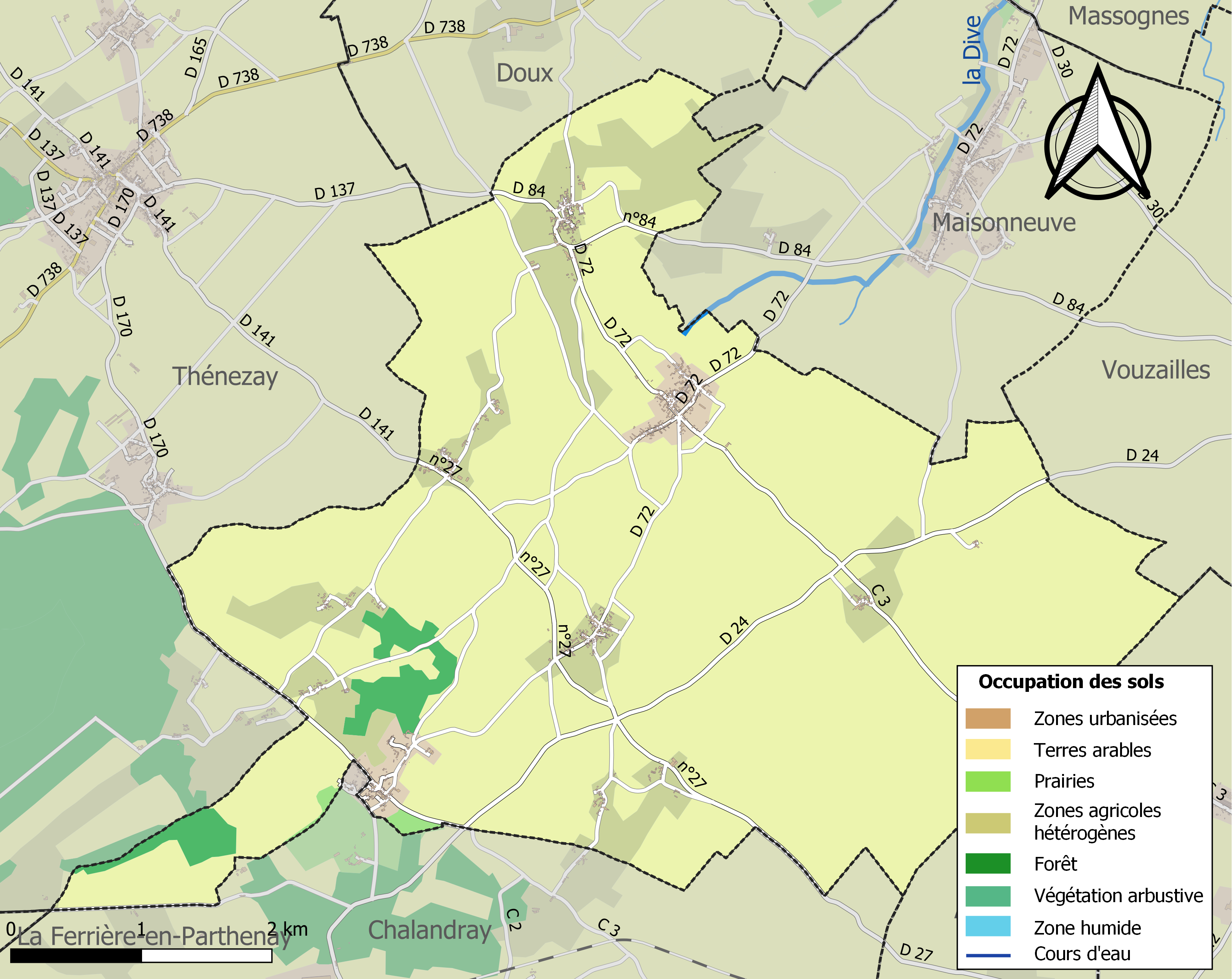
Carte des infrastructures et de l'occupation des sols de la commune en 2018 (CLC).

### Hameaux
Cherves regroupe aujourd'hui les hameaux de Beauvais, Bois-Baudry, Ibeil, La Touche, Le Petit et Le Grand Duget, Les Baraillères, La Joussamière,Séran et Le Frutin.

### Risques majeurs
Le territoire de la commune de Cherves est vulnérable à différents aléas naturels : météorologiques (tempête, orage, neige, grand froid, canicule ou sécheresse), inondations, mouvements de terrains et séisme (sismicité modérée). Il est également exposé à un risque technologique,  le transport de matières dangereuses. Un site publié par le BRGM permet d'évaluer simplement et rapidement les risques d'un bien localisé soit par son adresse soit par le numéro de sa parcelle.

#### Risques naturels
Certaines parties du territoire communal sont susceptibles d’être affectées par le risque d’inondation par débordement de cours d'eau, notamment l'Ozon de Chenevelles. La commune a été reconnue en état de catastrophe naturelle au titre des dommages causés par les inondations et coulées de boue survenues en 1982, 1999, 2008 et 2010,.

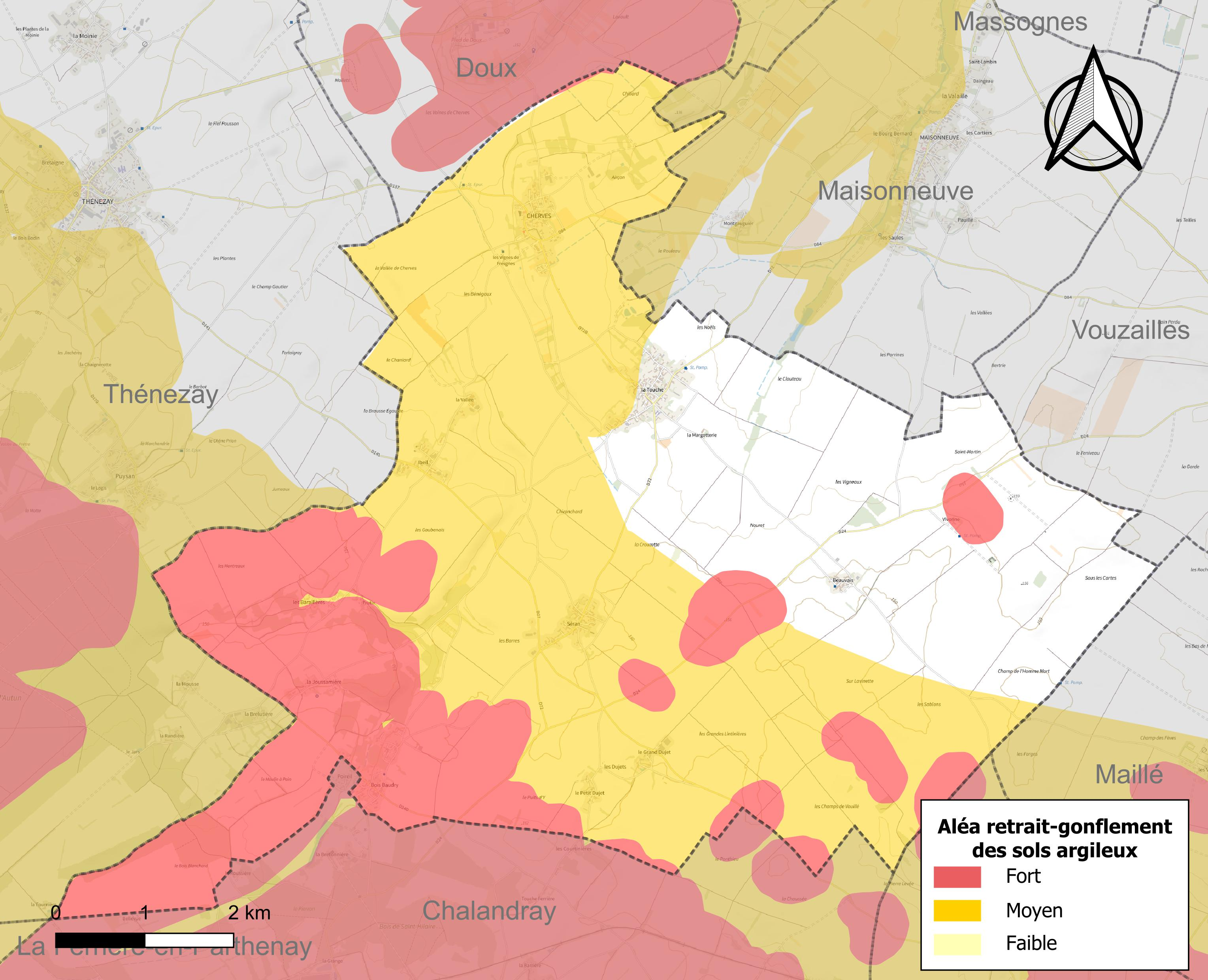
Carte des zones d'aléa retrait-gonflement des sols argileux de Cherves.

Les mouvements de terrains susceptibles de se produire sur la commune sont des affaissements et effondrements liés aux cavités souterraines (hors mines) et des tassements différentiels. Afin de mieux appréhender le risque d’affaissement de terrain, un inventaire national permet de localiser les éventuelles cavités souterraines sur la commune. Le retrait-gonflement des sols argileux est susceptible d'engendrer des dommages importants aux bâtiments en cas d’alternance de périodes de sécheresse et de pluie. 72,9 % de la superficie communale est en aléa moyen ou fort (79,5 % au niveau départemental et 48,5 % au niveau national). Depuis le 1er octobre 2020, en application de la loi ÉLAN, différentes contraintes s'imposent aux vendeurs, maîtres d'ouvrages ou constructeurs de biens situés dans une zone classée en aléa moyen ou fort,.
La commune a été reconnue en état de catastrophe naturelle au titre des dommages causés par des mouvements de terrain en 1999 et 2010.

## Toponymie
Le nom du village est proche étymologiquement du mot « chanvre » et indiquerait donc un lieu où la culture de cette plante était importante.

## Histoire
CHARVE, puis SAINT-ANDRE-DE-CHERVES, puis CHERVES (terme dialectal signifiant chanvre) existe depuis plus d'un millénaire.
Appartenant au fief de l'abbaye de Sainte-Croix, le pays fut longtemps le siège de la rivalité des seigneurs et des religieux et cela même après que le duc de Montpensier rasa le donjon à moitié.
Il devient par alliance la propriété d'une famille d'occupants anglais pendant la guerre de Cent Ans : les Alliday.

## Politique et administration

### Intercommunalité
La communauté de communes du Mirebalais associe les communes de Amberre, Champigny-le-Sec, Cherves, Chouppes, Cuhon, Maisonneuve, Massognes, Mirebeau, Thurageau, Varennes et Vouzailles.

### Liste des maires
| Période                                  | Période   | Identité        | Étiquette | Qualité |
| ---------------------------------------- | --------- | --------------- | --------- | ------- |
| Les données manquantes sont à compléter. |           |                 |           |         |
| mars 2001                                | mars 2008 | Guy Gantier     |           |         |
| mars 2008                                | En cours  | Michèle Pétreau |           |         |

### Instances judiciaires et administratives
La commune relève du tribunal d'instance de Poitiers, du tribunal de grande instance de Poitiers, de la cour d'appel de Poitiers, du tribunal pour enfants de Poitiers, du conseil de prud'hommes de Poitiers, du tribunal de commerce de Poitiers, du tribunal administratif de Poitiers et de la cour administrative d'appel de Bordeaux, du tribunal des pensions de Poitiers, du tribunal des affaires de la Sécurité sociale de la Vienne, de la cour d’assises de la Vienne.

### Services publics
Les réformes successives de la Poste ont conduit à la fermeture de nombreux bureaux de poste ou à leur transformation en simple relais. Toutefois, la commune a pu maintenir le sien.

### Jumelages
- Bassemyam (Burkina Faso)
- Membrilla (Espagne)
- Regen (Allemagne)
- Saint-Raymond (Québec)

## Démographie
L'évolution du nombre d'habitants est connue à travers les recensements de la population effectués dans la commune depuis 1793. Pour les communes de moins de 10 000 habitants, une enquête de recensement portant sur toute la population est réalisée tous les cinq ans, les populations de référence des années intermédiaires étant quant à elles estimées par interpolation ou extrapolation. Pour la commune, le premier recensement exhaustif entrant dans le cadre du nouveau dispositif a été réalisé en 2004.

En 2022, la commune comptait 516 habitants, en évolution de −13,13 % par rapport à 2016 (Vienne : +0,6 %, France hors Mayotte : +2,11 %).
| 1793 | 1800  | 1806  | 1821 | 1831  | 1836  | 1841  | 1846  | 1851  |
| ---- | ----- | ----- | ---- | ----- | ----- | ----- | ----- | ----- |
| 986  | 1 000 | 1 010 | 884  | 1 099 | 1 064 | 1 064 | 1 114 | 1 094 |

| 1856  | 1861  | 1866  | 1872  | 1876  | 1881  | 1886  | 1891  | 1896  |
| ----- | ----- | ----- | ----- | ----- | ----- | ----- | ----- | ----- |
| 1 140 | 1 098 | 1 129 | 1 152 | 1 148 | 1 122 | 1 106 | 1 074 | 1 047 |

| 1901  | 1906 | 1911 | 1921 | 1926 | 1931 | 1936 | 1946 | 1954 |
| ----- | ---- | ---- | ---- | ---- | ---- | ---- | ---- | ---- |
| 1 008 | 970  | 968  | 891  | 891  | 906  | 917  | 848  | 830  |

| 1962 | 1968 | 1982 | 1990 | 1999 | 2004 | 2006 | 2009 | 2014 |
| ---- | ---- | ---- | ---- | ---- | ---- | ---- | ---- | ---- |
| 774  | 720  | 597  | 516  | 500  | 567  | 569  | 566  | 585  |

| 2019 | 2022 | - | - | - | - | - | - | - |
| ---- | ---- | - | - | - | - | - | - | - |
| 528  | 516  | - | - | - | - | - | - | - |

En 2008, selon l'Insee, la densité de population de la commune était de 22 hab./km2, 61 hab./km2 pour le département, 68 hab./km2 pour la région Poitou-Charentes et 115 hab./km2 en France.

## Économie
Selon la Direction régionale de l'Alimentation, de l'Agriculture et de la Forêt de Poitou-Charentes, il n'y a plus que 25 exploitations agricoles en 2010 contre 32 en 2000.
Les surfaces agricoles utilisées ont diminué et sont passées de 2 628 hectares en 2000 à 2 509 hectares en 2010. 59 % sont destinées à la culture des céréales (blé tendre et orge), 33 % pour les oléagineux (colza essentiellement et un peu de tournesol) et 3 % pour le fourrage. En 2010, 7 hectares (10 en 2000) sont consacrés à la vigne.
3 exploitations en 2010 (contre 5 en 2000) abritent un élevage de chèvres (911 têtes en 2010 contre 462 en 2000). Les élevages d'ovins et de volailles ont disparu en 2010 (respectivement 201 têtes sur 6 fermes et 405 têtes sur 18 exploitations en 2000).

## Culture locale et patrimoine

### Lieux et monuments

#### Patrimoine civil et religieux
- Le château du XIe – XIIe siècle. Le donjon est classé comme monument historique depuis 1987. Sont inscrits depuis cette date, la courtine et le porche d'entrée, l'ensemble des parties bâties et non bâties constituant le château à partir de 2007. La seigneurie de Cherves est connue à partir du XIIe siècle. Le fief dépendait de la baronnie de Mirebeau. Le château servait de point avancé de surveillance et d’alerte de la baronnie contre les envahisseurs. Les seigneurs de Cherves pouvaient, en effet, envoyer rapidement un coursier à Mirebeau pour donner l’alerte et demander des renforts. Le donjon, de forme rectangulaire, jouxte les bâtiments d’habitation. Il est en moellons. Il est cantonné de quatre étroites tours d’angle. Une grosse tour ronde et une tour polygonale sont imbriquées dans des bâtiments récents. Elles donnent sur un petit plan d’eau qui est un vestige des anciennes douves vives du château. Au XVe siècle, un logis fut accolé au donjon ainsi que le porche et les dépendances. Au XVIIe siècle, la haute cour fut entièrement redessinée afin d’intégrer un grand logis appuyé sur toute la longueur de la courtine Ouest, intégrant ainsi le logis précédent. Ce logis a été profondément remanié au XVIIIe siècle pour le mettre au goût du jour. C’est à cette époque que la grange et le pigeonnier furent construits. Le logis, enfin, prit son aspect actuel au début du XXe siècle. La rénovation du site débuta à partir de 2006. Il servait alors de lieu de stockage de denrées agricoles.
- Architecture paysanne : le « Ballet à Nunu » à La Touche.
- La chapelle Notre-Dame-de-Pitié construite en 1538 (située dans un angle du cimetière, aujourd'hui, elle est utilisée comme columbarium).
- Le château du lieudit Beauvais, (malheureusement détruit).
- Église paroissiale Saint-André. L'église est située à la lisière ouest du bourg, édifié à partir du XIe siècle. L'église a pu constituer la chapelle castrale de ce château. Reconstruite en grande partie entre 1788 et 1860, elle se compose d'une nef, d'un transept et d'un chœur avec chevet plat, percé d'une baie de style gothique. Le clocher, massif, s'élève au-dessus du transept. Il domine l'église de sa flèche octogonale, en ardoise. Elle est inscrite à l'Inventaire général du patrimoine culturel[27].

#### Patrimoine naturel

##### La plaine de Vouzailles
Elle est située au cœur du seuil du Poitou. Elle est classée comme zone naturelle d'intérêt écologique, faunistique et floristique (ZNIEFF), malheureusement polluée et fragilisée par l'agriculture intensif. Elle couvre un vaste secteur de la bande de calcaires jurassiques qui forme un croissant entre Poitiers et Thouars. Elle couvre en partie ou en totalité le territoire de onze communes (Amberre, Ayron, Chalandray, Champigny-le-Sec, Cherves, Cuhon, Maillé, Maisonneuve, Massognes, Le Rochereau, Vouzailles). Il s’agit d’une plaine faiblement ondulée. Les sols sont argilo-calcaires, profonds et fertiles : ce sont de groies, terres riches qui font l’objet d’une céréaliculture intensive. Les cultures céréalières sont interrompues çà et là par quelques îlots de vignobles traditionnels. La plaine de Vouzailles présente, donc, un paysage très ouvert. Elle est emblématique de ces plaines cultivées du Centre-Ouest de la France.
Malgré cette présence très forte de l’homme, de nombreux oiseaux ont pu se maintenir jusqu’à nos jours. Ces espèces comprennent notamment des espèces à affinités steppiques qui ont su s’adapter - du moins jusqu’à une époque récente, à une agriculture restée traditionnelle qui généraient une mosaïque d’emblavures suffisamment diversifiée pour subvenir à leurs besoins vitaux.
La plaine de Vouzailles, comme celle du Mirebelais et du Neuvillois, abrite un très important noyau reproducteur d’Outarde canepetière (47 couples en 2000). C’est une espèce en très fort déclin en Europe de l’Ouest (plus de 50 % de diminution des effectifs) et dont la région Poitou-Charentes constitue, avec la plaine de la Crau, un des derniers sites de nidification en France. Cette population représente plus du tiers de la population nationale. L’outarde est une espèce migratrice présente dans les plaines poitevines entre avril et octobre. C’est une espèce d’origine steppique qui a su s’adapter aux plaines ouvertes où l’activité agricole principale est de type polyculture-élevage. Pour leur parade, les mâles utilisent les parcelles à végétation basse et peu dense alors que les parcelles de luzerne sont activement recherchées en période de reproduction pour leurs ressources en insectes. Toutefois, le développement d’une agriculture modernisée ces dernières années est responsable du déclin dramatique de l’outarde. Ainsi, les effectifs nicheurs ont diminué de plus de 50 % en 6 ans. En effet, l’utilisation systématique des tracteurs détruit les nichées situées au sol ; l’utilisation d’insecticides provoquent une diminution importante voire la disparition des insectes, nourriture principale de ces oiseaux, l’augmentation de la taille des parcelles et le recours croissant au maïs irrigué ont modifié considérablement en peu d’années le biotope de ces oiseaux.
L’ornithologue amateur pourra, aussi, voir :
- Le Bruant ortolan (une centaine de couples) qui se trouve à proximité des vignes. C’est une espèce en fort déclin en Europe. Dans toute la moitié nord de la France, on ne compte que 60 à 70 couples. Cette espèce fait l’objet d’une protection sur tout le territoire français ;
- Les busards sont des rapaces typiques des milieux ouverts (landes, steppes, marécages). Ils nichent aujourd’hui principalement dans les céréales à la suite de la réduction de leurs habitats naturels. Leurs effectifs sont étroitement liés aux fluctuations d’abondance des campagnols des champs qui constituent l’essentiel de leur alimentation et en font d’utiles auxiliaires de l’agriculture. Le Busard cendré et le Busard Saint-Martin sont tous les deux des espèces protégées dans toute la France. Le busard cendré utilise les céréales à paille pour installer son nid. Son territoire de chasse recouvre la plaine et ses abords : il y recherche gros insectes et campagnols.
- La Chevêche d’Athéna ;
- Le Petit-duc scops ;
- L’ Œdicnème criard (espèce protégée dans toute la France). Il recherche la plaine pour se reproduire, pour nicher, dans des zones de terre nue, souvent pierreuses ou avec une maigre végétation rase, sur sol sec. Il pond à même le sol, souvent dans un semis de tournesol ou entre deux rangs de vigne. C’est un gros consommateur d’insectes, d’escargots et de limaces. À l’automne, les familles se rassemblent en des lieux favorables réutilisés année après année. Les groupes atteignent parfois 300 individus avant leur départ en migration vers le sud, Espagne ou Afrique. Quelques oiseaux hivernent sur place ;
- La Perdrix grise ;
- Le Pluvier doré, une espèce limicole qui trouve en la plaine de Vouzailles le principal site d’hivernage dans le département de la Vienne durant la mauvaise saison où ils peuvent encore capturer les invertébrés du sol qui représentent l’essentiel de leur nourriture ;
- Le Vanneau huppé une espèce limicole qui trouve en la plaine de Vouzailles le principal site d’hivernage dans le département de la Vienne durant la mauvaise saison où ils peuvent encore capturer les invertébrés du sol qui représentent l’essentiel de leur nourriture.

### Équipement culturel
- La ferme culturelle du pays mirebalais. Née en 1971, c'est un musée qui présente une des plus importantes collections de textile du département de la Vienne : "droguet", chanvre", coiffe, trousseaux y dévoilent leurs secrets. Le travail à la campagne suivant les saisons est présenté dans d'autres salles ; une autre évoque le monde de l'enfance, il y a deux cents ans. Le site est animé et géré par l'association "Les Gens de Cherves". Le musée a accueilli 1 160 visiteurs en 2003. Le musée est ouvert tous les dimanches pendant la période estivale.
- La bibliothèque municipale.
- Une école maternelle à La Touche.
- Une salle polyvalente.

### Associations

#### Les Gens de Cherves
L'association Les Gens de Cherves défend et promeut la culture régionale en Haut-Poitou. Son action s’appuie sur le collectage, la formation et la création prenant en compte, les arts de la parole, les savoir-faire et savoir-vivre de la région. Issu de ce collectage, le musée géré par l'association propose des collections permanentes (costumes, coiffes, outils, textiles) ainsi que des ponctuelles (métiers d’art, miel, roches et minéraux, énergie…). Son moulin au fonctionnement archaïque, inscrit comme monument historique depuis 2005, date au moins du XVIIe siècle et est le seul encore debout parmi les huit moulins que comptait la commune. Toujours en activité, il concourt, avec le four à pain qui lui est adjoint, à animer les journées qu’organise l’association. Tous ces outils sont également supports de journées pédagogiques pour les enfants de maternelles, primaires et secondaires.

#### La lyre de Cherves-Maisonneuve
L'association « La lyre de Cherves-Maisonneuve » a été créée en 1949 et s'établit sur les communes de Cherves et de Maisonneuve.
La lyre de Cherves-Maisonneuve est actuellement sous la direction de  M. Fabrice Allain.
Elle est composée d'une vingtaine de musiciens et musiciennes actifs d'une moyenne d'âge plutôt jeune, ce qui en fait une association dynamique.
La lyre entretient un partenariat avec les communes voisines de Cuhon, Massognes et Vouzailles.
La lyre est en partenariat avec l'école de musique intercommunale du Mirebalais, qui est située à Maisonneuve. Les répétitions de la lyre se font aussi à Maisonneuve dans l'auditorium, tous les vendredis soir.

### Personnalités liées à la commune
Guillaume Poulle est un homme politique français né le 1er mars 1861 à Amiens (Somme) et décédé le 7 septembre 1937 à Poitiers (Vienne).
Il devient sénateur de la Vienne de 1906 à 1927 et Il sera maire de Cherves de 1900 à sa mort.